# Frederick Lugard, 1:e baron Lugard
Frederick Lugard, 1:e baron Lugard, född den 22 januari 1858 i Madras, Brittiska Indien, död den 11 april 1945 i Dorking, Surrey, var en brittisk militär och kolonialadministratör.
Han blev 1878 officer, deltog i krigen i Afghanistan 1879–1880, Sudan 1884–1885 och Burma 1886–1887, ledde 1888 en expedition mot slavhandlarna vid sjön Njassa och inträdde 1889 i tjänst hos Brittiska Östafrikanska Kompaniet. Han tryggade det brittiska väldet i Uganda som detta lands administratör 1889–1892 och gjorde slut på där pågående inbördeskrig. Lugard ledde sedan för Nigerkompaniets räkning 1894–1895 en expedition till Borgu och vann hövdingarnas i dessa förut outforskade trakter erkännande av kompaniets överhöghet samt företog 1896–1897 en expedition till sjön Ngami.
År 1897 blev Lugard kunglig brittisk kommissarie i de av fransk inkräktning hotade trakterna innanför kolonien Lagos och dåvarande Nigeria. Sedan gränskonflikterna med Frankrike 1899 bilagts och Nigerkompaniet överlåtit sitt område till kronan, var Lugard 1900-1906 administratör (high commissioner) över Norra Nigeriaprotektoratet och organiserade med energi förvaltningen av detta vidsträckta land, sedan han 1903 genom ett segerrikt fälttåg mot sultanen av Sokoto och emiren av Kano stadgat det brittiska väldet där. 
Under sin tid i Afrika förespråkade Lugard ett indirekt styre, i vilket britterna kontrollerade sina kolonier via inhemska mellanhänder. Lugard samarbetade med lokala ledare och behöll stora delar av det traditionella juridiska systemet i provinserna. Detta kom att bli stilbildande för brittisk kolonialpolitik. 
År 1907–1912 var Lugard guvernör över Hongkong, där han spelade en central roll i grundandet av Hongkongs första universitet, University of Hong Kong. Åren 1912–1913 var Lugard guvernör över Norra och Södra Nigeriaprotektoratet, 1914–1919 var han Nigerias första generalguvernör. Därefter blev han ledamot av Nationernas förbunds mandatkommission 1922–1936. Lugard erhöll 1900 brigadgenerals titel, 1901 knightvärdighet och 1928 pärsvärdighet som baron Lugard. Han skrev bland annat The Rise of our East African Empire (1893) och The dual mandate in British tropical Africa (1922).
Lugard gifte sig 1902 med Flora Shaw, som under flera år varit ledande kolonial medarbetare i Times och i denna egenskap företagit vidsträckta studieresor till Sydafrika, Australien, Kanada och Klondike samt spelat en viss roll i sydafrikansk politik vid tiden för Jamesonräden och "uitlanders" resning i Transvaal (1895–1896). Lady Lugard  skildrade Norra Nigeriaprotektoratet i A tropical dependency (1905).